# فازمتر

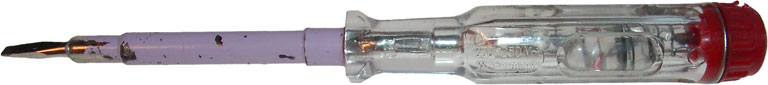
یک فازمتر

فازمتر  یا فازنما، یک وسیله برای آزمایش وجود یا عدم وجود ولتاژ الکتریکی (معمولا جریان متناوب AC) است. برای اندازه گیری اختلاف پتانسیل الکتریکی، معمولا از دستگاه مولتی متر استفاده می‌شود ولی فاز متر فقط مشخص می‌کند اختلاف پتانسیلی وجود دارد یا نه. از آن جا که فاز متر سبک‌تر و ارزان‌تر است و راحت‌تر قابل انتقال است و حتی در برخی مدل‌ها به عنوان پیچ گوشتی هم قابل استفاده است به وفور مورد استفاده قرار می‌گیرد. :
 فازمتر ساده پیچ گوشتی : 
ساده‌ترین فازمترها بیشتر به شکل پیچ گوشتی ساخته می‌شوند و افزون بر باز و بسته کردن پیچ، برای تشخیص سیم فاز از سیم نول نیز بکار می‌رود. جهت تشخیص نوک فازمتر وارد پریز برق ویا سر سیم دارای ولتاژ الکتریکی شده و یکی از انگشتان کاربر باید انتهای دسته در قسمت فلزی فازمتر قرار بگیرد.
برای عملکرد صحیح این نوع فازمتر باید جریان کوچکی از طریق انگشت روی فاز متر از بدن عبور کند و گرنه فازمتر به درستی عمل نخواهد کرد.(داخل فازمتر یک لامپ کوچک که با جریان ضعیف الکتریکی روشن خواهد شد، همراه با یک عدد مقاومت در چند مگا اهم قرار داده شده و با اتصال فازمتر به سیم فاز و از طرف دیگر اتصال ته فازمتر به زمین (از طریق قرار دادن انگشت دست ما) مداری برای روشن شدن لامپ بسته و روشن می‌شود.) پس یعنی اگر زیرپای ما عایق کامل باشد و ما نوک آن را به فاز اتصال دهیم چراغ سیگنال فازمتر روشن نخواهد شد و در نتیجه ممکن است باعث ایجاد خطا شود.(بدن انسان نقش سیمی را انجام می‌دهد و زمین نقش نول، اگر انسان کفش عایقی نسبت به الکتریسیته پوشیده باشد، ارتباط بدن با زمین قطع شده و لامپ درون فازمتر روشن نخواهد شد.)
فازمترساده از ۸ قطعه تشکیل شده‌است.۱-لبه ۲-عایق ۳-محافظه ۴-مقاومت ۵-گیره ۶-لامپ ۷-فنر ۸-پیچ

#### فازمتر دوسر یا دو تماسه
این نوع از فازمتر دو قسمت دارد که یک سر آن یک پیچ گوشتی یا یک سیم لامپ دار است و در قسمت انتهایی آن یک سیم قرار گرفته. قسمت جلویی آن به محل مورد تست تماس داده می‌شود و سیم قسمت عقبی را به جای آن که مثل مدل «یک سر» در دست بگیرند آن را مستقیما به زمین متصل می‌کنند. در صورتی که ولتاژی بین این دو نقطه وجود داشته باشد چراغ دستگاه روشن می‌شود. وجود این سیم باعث می‌شود فرد بتواند درصورت وجود ولتاژ بین هر دو نقطه از مدار آن را متوجه بشود در حالی که مدل‌های یک تماسه تنها اختلاف پتانسیل بین یک نقطه از مدار با زمین را نشان می‌داد. معمولا برای تشخیص قطعی سیم‌های اتومبیل و دیگر مدار‌های مستقیم این وسیله را استفاده می‌کنند.
مدل‌های مختلف این نوع فازمتر برای تشخیص جریان‌های برق شهری، برق مستقیم با ولتاژ پایین ۱۲ ولت و برق فشار قوی تا ۲هزار ولت وجود دارند. این نوع از فازمتر‌ها چون با فرد در تماس مستقیم قرار نمی‌گیرد امکان برق گرفتگی را کمتر می‌کند اما همچنان فرد باید سیم‌ها را به جریان برق تماس بدهد و همچنان خطر اتصالات برقی وجود دارد.

##### فازمتر غیر تماسی
فازمتر غیر تماسی بدون ایجاد تماس با سیم یا مدار مورد نظر و تنها از تغییرات میدان الکتریکی در اطراف یک سیم یا وسیله‌ی با جریان متناوب، تشخیص می‌دهد آن شیء دارای ولتاژ است عمل می‌کند. این مزیت باعث می‌شود احتیاجی به لخت‌کردن ‌سیم نباشد و تماس با جریان برق و خطر برق گرفتگی به حداقل برسد. به این ترتیب فقط با حرکت دادن این وسیله در اطراف یک سیم می‌‌توان محل قطعی را تشخیص داد و احتیاجی به تست کردن سیم به همراه لخت‌کردن آن نباشد. همچنین این وسیله این توانایی را دارد تا از پشت دیوار محل سیم‌هایی که خیلی داخل عمق دیوار قرار نگرفته اند را مشخص کند. اما از آن جا که روش کار این دستگاه اندازه گیری میدان الکتریکی است نمی‌تواند روی کابل‌های با روکش‌های ضخیم و همچنین در مدار‌های با جریان مستقیم (DC) تشخیصی بدهد و در این گونه موارد هیچ گونه کارایی ندارد.